# Alysia nitidulator
Alysia nitidulator är en stekelart som beskrevs av Zetterstedt 1838. Alysia nitidulator ingår i släktet Alysia och familjen bracksteklar. Arten är reproducerande i Sverige. Inga underarter finns listade i Catalogue of Life.